# De Kleine Winst

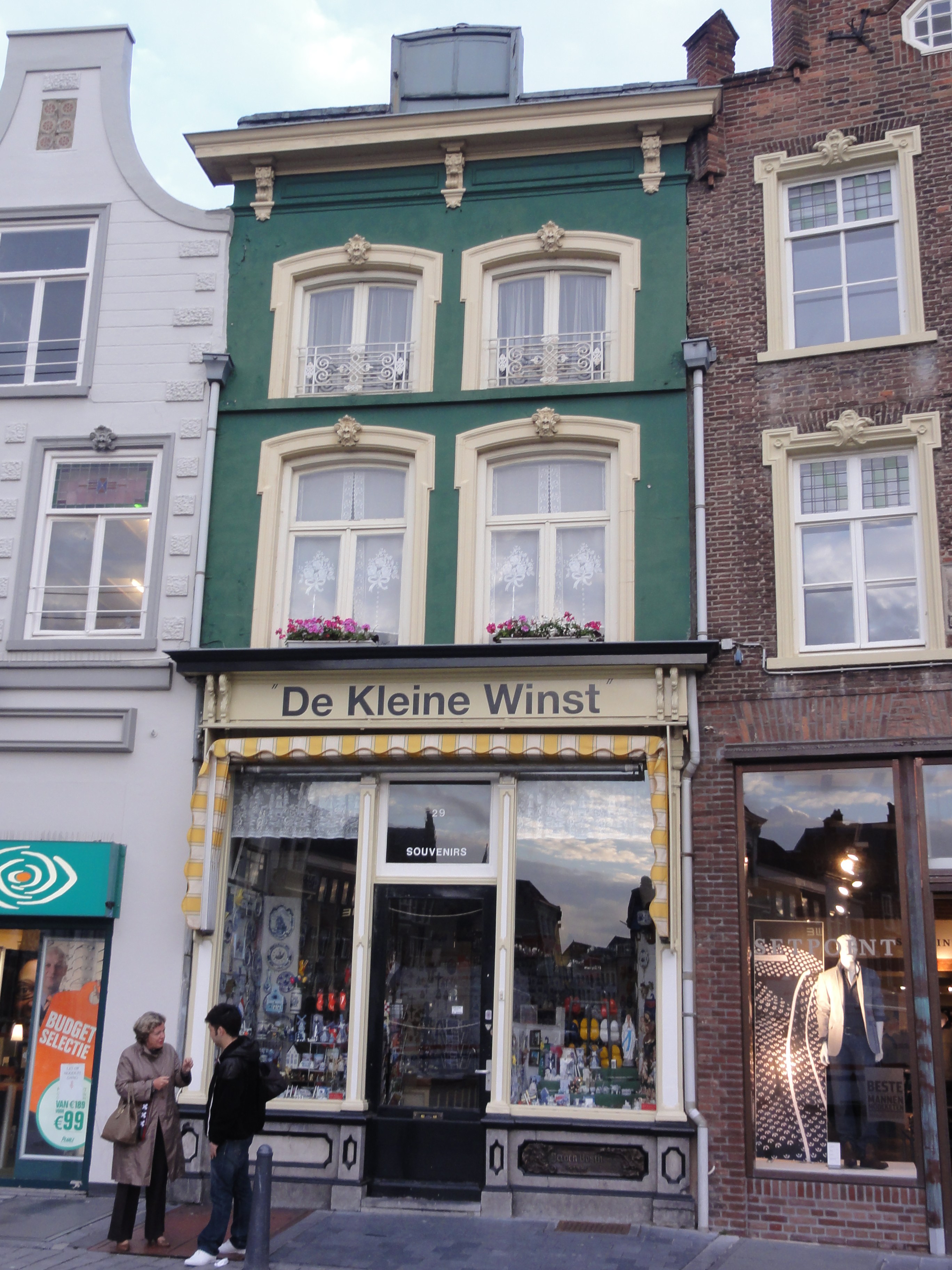
Markt 29

De Kleine Winst is een pand aan de Markt in de binnenstad van 's-Hertogenbosch. De plek waar het huis staat, is aan de Markt 29 en staat te boek als de plaats waar Jheronimus Bosch een deel van zijn jeugdjaren heeft doorgebracht en wellicht het vak heeft geleerd van zijn vader, die ook kunstschilder was. Van de tijd van Jheronimus Bosch is alleen de kelder bewaard gebleven. Het pand is een rijksmonument.
Bij de reconstructie van de stadsbrand van 's-Hertogenbosch in 1463 wordt er melding gemaakt, dat er op deze plaats een schildersatelier aanwezig was. Waarschijnlijk de vader van Jheronimus Bosch, die het huis in 1462 zou hebben gekocht. Later waren er andere personen die het huis bezaten of huurden. In de archiefstukken is echter de naam van Jheronimus Bosch niet terug te vinden.

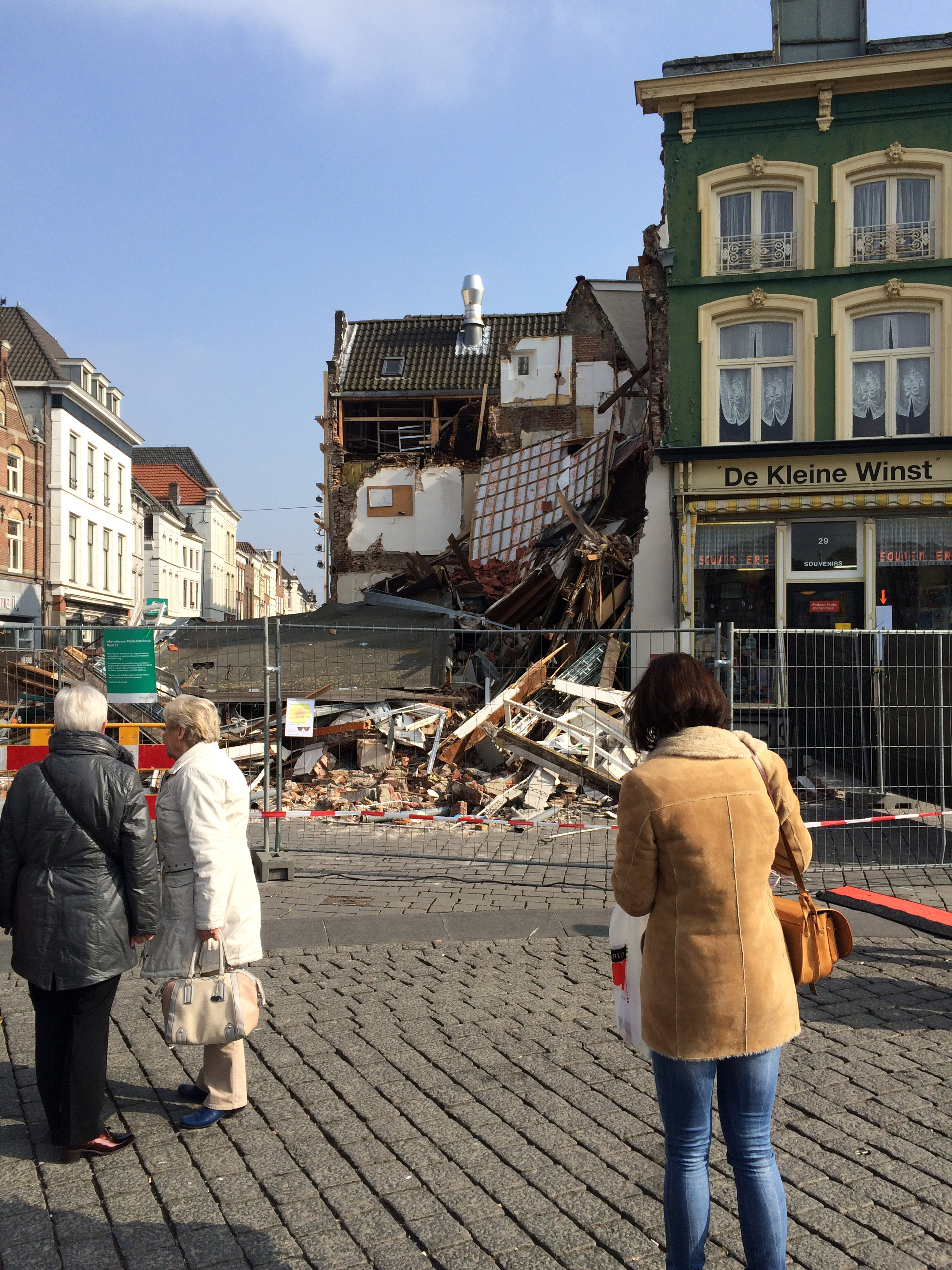
Wat er over is van Markt 31.

In de avond van zaterdag 27 februari 2016 stortte het pand op Markt 31, gelegen tussen de Hinthamerstraat en De Kleine Winst in elkaar. Er waren geen gewonden, maar het pand was wel volledig verwoest. Vermoedelijk is er iets misgegaan tijdens restauratiewerkzaamheden aan het pand. Er zat een vestiging in van de brillenketen Pearle.